# Dariéngolfen

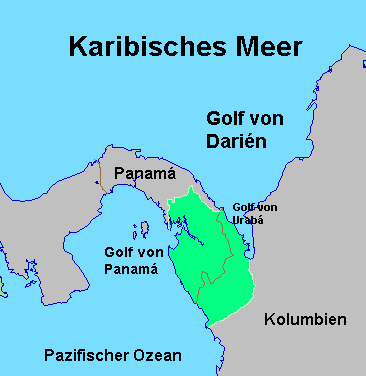

Dariéngolfen är en vik av Karibiska havet.
Golfen är belägen mellan Panamanäset och nordöstra Colombia. I sin sydligaste del kallas den Urabáviken. I denna senare utflyter Atrato. Utefter Dariéngolfens västra kust, i landskapet Darien, finns flera goda hamnar, men den östra kusten saknar sådana. 
Skottland försökte genom Dariénplanen 1698 upprätta en koloni på Panamanäset, men fick överge den efter några år. 